# Aobh
Áeb, též Aobh či Aebh, je postava z irské mytologie.
Podle vyprávění Oidheadh Chloinne Lir „Tragického příběhu o dětech Lirových“ zaznamenaného v 15. století byl po bitvě u Tailtiu zvolen králem Tuatha Dé Danann Bodb Derg z Connachtu, k nelibosti Lira z Armaghu. Lir, přesněji Ler, z toho příběhu může být bohem mořem a otcem Manannána mac Lira ze starší literatury. Lir po svém návratu z volby domů nalézá svou manželku mrtvou a Bodb mu nabídnu jako novou ženu jednu ze svých nevlastních dcer. Vybrána je ta nejstarší, jménem Áeb, a ta Lirovi porodí jedny dvojčata, dceru Finngualu a syna Áeda, a poté další dvojčata Fiachru a Conna, při jejich porodu však zemře. Áebiny děti jsou později zaklety v labutě její sestrou a další Lirovou manželkou Aífe.